# Sounding a Mosaic
Albums de Bedouin Soundclash
Root Fire
(2001) Street Gospels
(2007)
Sounding a Mosaic est le second album des Bedouin Soundclash, sorti le 7 septembre 2004. Il fut enregistré à Montréal et produit par Darryl Jenifer des Bad Brains. Il comporte 15 pistes, dont trois furent éditées en single : When the Night Feels My Song (qui a atteint la première place des charts canadien), Shelter et Gyasi Went Home.

## Liste des pistes
1. When the Night Feels My Song – 3:07
2. Shelter – 3:15
3. Living in Jungles – 2:26
4. Money Worries featuring Vernon Maytone (Maytone) – 3:58
5. Gyasi Went Home – 2:26
6. Shadow of a Man – 5:02
7. Jeb Rand – 5:02
8. Criminal – 4:21
9. Murder on the Midnight Wire – 3:58
10. Music My Rock – 3:24
11. Rude Boy Don't Cry – 2:53
12. Immigrant Workforce – 3:21
13. Nothing to Say – 3:43
14. Money Worries (E-Clair Refix)" (Maytone, Bedouin Soundclash) – 4:08
15. Rude Boy Abroad (Lazare Breakdub) – 3:00

## Singles
- "When the Night Feels My Song"
- "Shelter"
- "Gyasi Went Home"

## Credits
- Toutes les chansons furent écrites par Bedouin Soundclash, sauf Money Worries, écrite par Vernon Maytone.
- L'ingénieur du son fut Greg Smith.
- La pochette de l'album fut entièrement réalisée par Jay Malinowski, le chanteur/guitariste du groupe qui est également peintre.